# Puissance continue
La puissance continue d’une installation, par exemple d'une locomotive ou d'un réacteur nucléaire, est celle qu’elle peut fournir pendant un temps infini sans risquer de dépasser la température d’échauffement maximum.

## Puissance continue brute et nette
On distingue la puissance continue brute (PCB) et la puissance continue nette (PCN).
La puissance continue brute (PCB) est la puissance électrique maximale que l'équipement de la tranche peut réaliser en régime continu d'une durée égale ou supérieure à 15 heures, sachant que la totalité des installations sont supposées entièrement en état de marche et le combustible disponible en quantité suffisante dans la qualité habituelle. 
La puissance continue nette (PCN) est la valeur de puissance retenue après déduction de la valeur de la puissance continue brute mesurée à la sortie de la tranche de la puissance électrique absorbée dans ses services auxiliaires et ses transformateurs.
C'est le terme de « puissance continue nette » qui est généralement retenu pour exprimer la puissance continue d'une installation.

## Puissance continue et puissance unihoraire
Pour un engin de traction comme une locomotive par exemple, la puissance continue concerne la « puissance qui peut être développée pendant une durée illimitée alors que la puissance unihoraire concerne la puissance que cet engin de traction, pour des raisons thermiques, ne peut développer que pendant une heure à partir de l'état froid ».

## Ingénierie nucléaire
Dans l'ingénierie nucléaire, la puissance continue nette, ou PCN, est la puissance électrique maximale qu'une installation peut fournir au réseau en régime continu.
Dans une centrale nucléaire, la PCN est la puissance maximale nette de la tranche qui peut être obtenue sans limitation de durée autre que celle due à l’entretien normal, la chaudière étant à la puissance maximale autorisée. 
Cependant, à puissance thermique du réacteur inchangée, c'est-à-dire à la puissance maximale autorisée, la puissance électrique nette délivrée au réseau pendant les mois d’hiver peut être supérieure à  la PCN  définie ci-dessus à cause des conditions d’ambiance apportant un meilleur rendement  thermodynamique, la température  de  la source  froide étant plus basse.